# 1780

## Esdeveniments
- 9 de març, Mobile, Florida espanyola: els espanyols derroten als britànics en la batalla de Fort Charlotte durant la Guerra d'independència dels Estats Units.
- 19 de maig, Nova Anglaterra, Estats Units: degut a la combinació del fum d'un incendi forestal, una boira i un dia ennuvolat, es viu a Nova Anglaterra el dia fosc de Nova Anglaterra.
- 7 d'agost, Oceà Atlàntic: els anglesos pateixen la seva pitjor derrota naval durant la captura del doble comboi anglès de 1780 quan els ataquen la marina franco-hispànica entre les Açores i el Cap de São Vicente en el marc de la Guerra anglo-espanyola.
- 7 d'octubre, Blacksburg, Carolina del Sud: victòria americana en la batalla de Kings Mountain, en el marc de la Guerra de la Independència dels Estats Units.[1]
- 25 de desembre, Aranjuez: Espanya signa amb el Marroc el Tractat d'Aranjuez en el que, a canvi de la cessió de territoris al nord d'Àfrica del primer al segon, el Marroc reconeix la titularitat de Melilla a Espanya.
- Gran huracà de 1780, el cicló tropical atlàntic més mortífer de tots els temps.
- Goya pinta el Crist crucificat
- carnestoltes: s'estrenen al Teatro Valle de Roma Caio Mario, Le donne rivali, i al Teatro dei Fiorentini de Nàpols I finti nobili, L'avviso ai maritati i Il falegname, òperes compostes per Domenico Cimarosa.
- Primera edició del Diccionario de la lengua española.

## Naixements
Països Catalans
- 10 d'agost, Sabadell: Fèlix Amat de Palou i Pont, escriptor, filòsof afrancesat, lexicògraf i teòleg jansenista català de la Il·lustració, oncle de Fèlix Torres i Amat de Palou.
- Barcelona: Josep Robrenyo i Tort, escriptor i actor català.
- València: Josep Català i Codina, pedagog uruguaià d'origen valencià.
- Sant Feliu de Guíxols: Josep Preses i Marull, polític i escriptor català.
- València: Miquel Parra i Abril, pintor valencià.
- Barcelona: Joan Balle i Milans del Bosch, advocat i polític

Resta del Món
- 13 de gener, Rennes: Pierre Jean Robiquet, químic francès.
- 28 de gener, Macerata: Giovanni Battista Velluti, castrat.
- 11 de febrer, Karlsruhe: Karoline von Günderrode, escriptora romàntica alemanya.[2]
- 7 de març: Alexandre Deschapelles, soldat i jugador d'escacs francès.
- 22 d'abril, Kirchheimbolanden: Enriqueta de Nassau-Weilburg, filla del príncep Carles Cristià, duc de Nassau-Weilburg i de Carolina d'Orange-Nassau.
- 29 d'abril, Besançon, França: Charles Nodier, escriptor francès (m. 1844).[3]
- 10 de maig, Senigallia, Itàlia: Angelica Catalani, cèlebre soprano italiana (m. 1849).[4]
- 20 de maig, Buenos Aires: Bernardino Rivadavia, polític de les Províncies Unides del Riu de la Plata i primer President de l'Argentina (1826 - 1827).
- 1 de juliol: Karl von Clausewitz, soldat prussià, historiador militar i teòric militar, conegut per la seva obra Vom Kriege.
- 27 de juliol, Jiquilpan, Michoacán: Anastasio Bustamante y Oseguera, president de Mèxic en tres ocasions (1830 - 1832, 1837 - 1839 i 1839 - 1841).
- 29 d'agost, Montalban, Tarn i Garona: Jean Auguste Dominique Ingres, pintor francès d'estètica neoclàssica, famós pels retrats (m. 1867).[5]
- 17 d'octubre, París, França: Claude-Henri de Rouvroy, Comte de Saint-Simon, pensador i sociòleg francès (m. 1825).[6]
- 20 d'octubre, Ajaccio, Còrsega: Paulina Bonaparte, política francesa, germana de Napoleó (m. 1825).[7]
- 20 de desembre: Lauritz Schebye Vedel Simonsen, historiador danès precursor de la moderna arqueologia.
- 26 de desembre, Jedburgh: Mary Somerville, matemàtica i astrònoma escocesa pionera (m. 1872).[8]
- Potsdam Augusta de Prússia, electriu de Hessen-Kassel, Princesa de Prússia que es casà amb l'elector Guillem II de Hessen-Kassel.
- Plòvdiv: Eugeni II de Constantinoble, Patriarca de Constantinoble (1821 - 1822).
- Estrasburg: Johann-Georg-Daniel Arnold, dramaturg alsacià.
- Departament de Paraguarí: Fulgencio Yegros Quyquyhó, primer Cònsol del Paraguai i un dels artífexs de la independència del país.

## Necrològiques
Països Catalans
- València: Manuel Just, compositor i mestre de capella valencià.
- Antonia Gómez de Orga, impressora valenciana.

Resta del món
- 13 de gener, Berlín: Lluïsa Amàlia de Brunswick-Lüneburg, filla del duc Ferran Albert II i d'Antonieta Amàlia de Brunswick-Blankenburg.
- 23 d'abril, Dresden: Maria Antònia de Baviera, compositora i mecenes alemanya (n. 1724).[9]
- 29 d'agost, París: Jacques-Germain Soufflot, arquitecte francès.
- 8 de setembre, Chavanodː Jeanne-Marie Leprince de Beaumont, escriptora francesa de la Il·lustració, autora de la versió més coneguda de La bella i la bèstia.[10]
- 23 de setembre, 
  - París: Marie-Anne de Vichy-Chamrond, marquesa du Deffand, escriptora i tertuliana francesa (n. 1697).[11]
  - Seidingstadt: Ernest Frederic III de Saxònia-Hildburghausen, fill del duc Ernest Frederic II i de Carolina d'Erbach-Furstenau.
- Maria Teresa I d'Àustria, arxiduquessa d'Àustria que fou duquessa de Milà, reina d'Hongria i Bohèmia (1740-1780), gran duquessa consort de la Toscana i emperadriu consort del Sacre Imperi.
- Trillo, província d'Osca: Salvador Reixac, compositor i violinista barceloní.
- Varsòvia: Bernardo Bellotto, també anomenat Canaletto el jove, pintor vedutista.
- Étienne Bonnot de Condillac, filòsof francès fundador del sensisme, segons el qual les activitats espirituals de les persones estan determinades per sensacions.
- Madrid, Luis Egidio Meléndez, pintor espanyol d'origen napolità.
- Varese, Regne de Sardenya-Piemont: Francesc III d'Este i III de Mòdena , membre de la Casa d'Este que va esdevenir duc de Mòdena (1737 - 1780). Fou succeït per Hèrcules III d'Este.
- Torí: Salvatore Lanzetti, músic italià.
- Madeleine-Céleste Durancy, cantant dramàtica francesa